# 反畑誠一のTHE BIG TIME
『反畑誠一のTHE BIG TIME』（たんばたせいいちのザビッグタイム）は、日本のラジオ番組。

## 概要
『反畑誠一の音楽ミュージアム』にかわって2010年4月2日放送開始。パーソナリティは音楽評論家の反畑誠一が務める。アシスタントは歌手・八反安未果。エフエム世田谷をキー局として全国のコミュニティ放送局にネットされている。
ベテランの歌手から売り出し中の若手ミュージシャンまで多彩なゲストを交え、J-POPを中心とした最新の音楽情報を発信する。放送時間は1時間。
基本的にはスタジオ収録であるが、スポンサー主催の「BIG TIME」という音楽のライブイベントが行われるライブハウスで公開録音を行うこともある。
なお、『反畑誠一の音楽ミュージアム』は2017年4月にミュージックバード発全国ネットの番組として復活し、2年間放送された。

## コーナー
The Big Time Special
ゲストコーナー。反畑と交流のある大物アーティストや新進気鋭のミュージシャンを中心にゲストに迎えている。まれに、芸人が登場することもある。
反畑誠一のReserve Seat
反畑自身が観たライブのリポートや耳にした新譜などについてざっくばらんに話すコーナー。
Big Time-J
ライブイベント「BIG TIME」との連動コーナー。次世代を担う新しいアーティストの発掘を目指している。
八反安未果Music Rack
八反が気になった音楽を紹介するコーナー。

## ネット局
※放送時間はJST、2010年4月現在。
| 放送地域         | 放送局                   | 放送時間                 |
| ---------------- | ------------------------ | ------------------------ |
| 東京都世田谷区   | エフエム世田谷（キー局） | （金）21:00〜22:00       |
| 北海道根室市     | ねむろ市民ラジオ         | （月）14:00〜15:00       |
| 青森県八戸市     | ビーエフエム             | （木）15:00〜16:00       |
| 宮城県塩竈市     | エフエムベイエリア       | （木）14:00〜15:00       |
| 宮城県塩竈市     | エフエムベイエリア       | （土）14:00〜15:00〈再〉 |
| 宮城県仙台市泉区 | せんだい泉エフエム放送   | （月）20:00〜21:00       |
| 宮城県岩沼市     | エフエムいわぬま         | （火）11:00〜12:00       |
| 福島県福島市     | 福島コミュニティ放送     | （月）14:00〜15:00       |
| 福島県福島市     | 福島コミュニティ放送     | （土）18:00〜19:00〈再〉 |
| 茨城県水戸市     | 水戸コミュニティ放送     | （放送時間不定）         |
| 群馬県沼田市     | 沼田エフエム放送         | （水）19:00〜20:00       |
| 神奈川県湯河原町 | エフエム熱海湯河原       | （月）19:00〜20:00       |
| 静岡県熱海市     | エフエム熱海湯河原       | （月）19:00〜20:00       |
| 静岡県浜松市     | 浜松エフエム放送         | （金）14:00〜15:00       |
| 富山県高岡市     | ラジオたかおか           | （木）11:00〜12:00       |
| 兵庫県姫路市     | 姫路シティFM21           | （月）15:00〜16:00       |
| 岡山県倉敷市     | エフエムくらしき         | （土）9:00〜10:00        |
| 山口県萩市       | エフエム萩               | （金）18:00〜19:00       |
| 長崎県長崎市     | 長崎シティFM             | （放送時間不定）         |